# Swaption
La swaption è un'opzione che attribuisce al compratore la facoltà di entrare in un contratto swap, che è pertanto il sottostante della swaption stessa. 
Esistono due tipi di swaption:
- payer, nelle quali il compratore ha la possibilità (ma non l'obbligo) di entrare in un contratto swap in cui paga il tasso fisso e riceve quello variabile
- receiver, nelle quali il compratore ha la possibilità (ma non l'obbligo) di entrare in un contratto swap in cui paga il tasso variabile e riceve quello fisso

Le swaption sono solitamente di tipo europeo, ovvero possono essere esercitate solamente in una determinata data. Meno diffuse sono le swaption bermuda (o bermudiane), che possono essere esercitate in una serie predeterminata di date.
Al termine della vita di una swaption in the money è possibile che il compratore entri nello swap sottostante (physical delivery) oppure che gli venga pagata una somma di denaro pari al valore dello swap sottostante (cash settlement).